# Yola bicarinata
Yola bicarinata är en skalbaggsart som först beskrevs av Pierre André Latreille 1804.  Yola bicarinata ingår i släktet Yola och familjen dykare.

## Underarter
Arten delas in i följande underarter:
- Y. b. obscurior
- Y. b. bicarinata